# Droga wojewódzka nr 898
Droga wojewódzka nr 898 (DW898) – droga wojewódzka w województwie mazowieckim przebiegająca przez teren powiatu warszawskiego zachodniego i powiatu warszawskiego. Droga ma długość 12 km. Łączy miejscowość Babice Nowe z Warszawą.

## Przebieg drogi
Droga rozpoczyna się w Nowych Babicach, gdzie odchodzi od drogi wojewódzkiej nr 580. Następnie kieruje się w stronę północną i po 5 km dociera do miejscowości Mościska. Tam zakręca na wschód i dociera do Warszawy, gdzie dołącza się do drogi wojewódzkiej nr 637. W obrębie Warszawy droga przebiega ulicami: Arkuszową, Wólczyńską i Żeromskiego.
Na odcinku od Mościsk do skrzyżowania ul. Wólczyńskiej z ul. Nocznickiego w Warszawie obowiązują ograniczenia tonażowe w ruchu samochodów ciężarowych, co powoduje, że droga nie ma istotnej roli tranzytowej i stanowi drogę o lokalnym znaczeniu.

## Miejscowości leżące przy trasie DW898
- Babice Nowe
- Stare Babice
- Janów
- Klaudyn
- Mościska
- Warszawa